# Cząpel
Cząpel (655 m) – wzgórze w miejscowości Rajcza w Beskidzie Żywiecko-Orawskim, stanowiące zakończenie północno-zachodniego grzbietu Kiczory. Na mapie Compassu oraz na niektórych innych opisane w lokalnej formie Compel (tak w wymowie mazurzących górali żywieckich).
Grzbiet Kiczorki ze szczytem Cząpel oddziela dolinę Soły od doliny Nickuliny – jej dopływu. Względna wysokość Cząpla nad dnem Soły wynosi około 160 m. Z trzech stron opływają go wody Soły i Nickuliny. Jest w większości porośnięty lasem, jedynie na jego podnóżach znajdują się pola i zabudowania Rajczy w województwie śląskim, w powiecie żywieckim, w gminie Rajcza. Na zdjęciach lotniczych mapy Geoportalu widoczne jest jednak, że Cząpel dawniej był znacznie bardziej bezleśny, pokryty polami i łąkami. Większość z nich wskutek nieużytkowania zarasta lasem.
Wyższe partie wzgórza znajdują się już w granicach Żywieckiego Parku Krajobrazowego.
Na północno-zachodnim stoku wzgórza działa zimą niewielki Ski Park Rajcza z jednym wyciągiem długości 310 m.
Na stoku Cząpla została wytyczona trasa drogi krzyżowej wiodąca od kościoła w Rajczy po górne partie wzgórza.

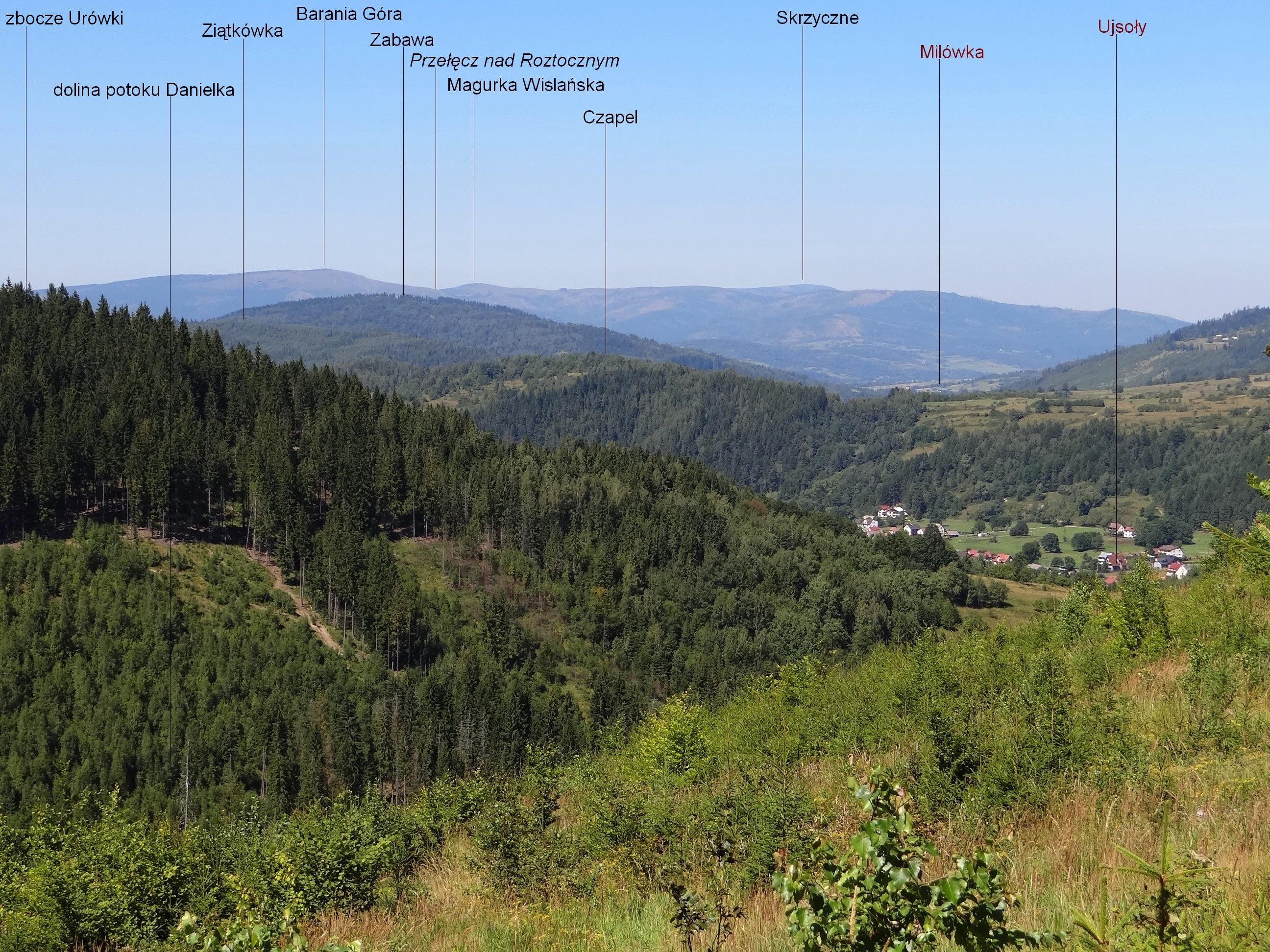
Widok ze stoków Muńcuła